# Wertopfertheorie
Die Wertopfertheorie ist ein Begriff aus dem deutschen und österreichischen Steuerrecht, der  in mehreren Entscheidungen des Reichsfinanzhofs bzw. des Verwaltungsgerichtshofs (VwGH) in den 1930er Jahren entwickelt wurde. 
Die Wertopfertheorie greift in den Fällen, in denen ein Grundstück mit aufstehendem Gebäude erworben und in der Folgezeit das Altgebäude abgerissen und ein neues Gebäude errichtet wird. In diesen Fällen kann es erforderlich sein, bei der Ermittlung der Herstellungskosten des neuen Gebäudes auch die Abbruchkosten und den bisherigen Buchwert des Abbruchhauses einzubeziehen. Der geopferte Wert des Altgebäudes kann sich aber auch in einer Erhöhung des Wertes des Grundstückes auswirken. 
Lässt der Erwerber eines objektiv technisch oder wirtschaftlich noch nicht verbrauchten Gebäudes dieses nach dem Erwerb abreißen, so können sowohl der geopferte Wert im Wege der außergewöhnlichen Abnutzung, als auch die Abbruchkosten als Betriebsausgabe bzw. Werbungskosten abgesetzt werden, wenn das Gebäude ohne Abbruchabsicht erworben wurde. Ein Abbruch innerhalb von drei Jahren nach Erwerb gilt als Beweis des ersten Anscheins dafür, dass der Erwerber das Gebäude in der Abbruchabsicht erworben hat. Ist daher ein solches Gebäude in Abbruchabsicht angeschafft worden, so gehören der (Buch-)Wert und die Abbruchkosten, wenn der Abbruch der Herstellung eines neuen Wirtschaftsgutes dient, zu dessen Herstellungskosten und ansonsten zu den Anschaffungskosten des Grund und Bodens.